# Channa burmanica
Channa burmanica е вид бодлоперка от семейство Channidae. Видът не е застрашен от изчезване.

## Разпространение
Разпространен е в Мианмар.